# De Krobbels
De Krobbels (Frans: Les Krostons) is een Belgische stripreeks gecreëerd door Arthur Piroton en Paul Deliège.
In de reeks De Krobbels spelen drie kleine wezentjes de hoofdrol. Nadat ze vanop de tekentafel van een striptekenaar letterlijk tot leven komen, hebben ze als enig doel het veroveren van de wereld.
Onder het gezamenlijk pseudoniem "Max Ariane" (Piroton & Deliège) verscheen in 1968 het eerste verhaal in het stripblad Robbedoes. Dit verhaal De Krobbels verscheen in 1972 in de reeks Okay Albums onder de titel De dreiging van de Krobbels. Daarna verschenen er nog een aantal korte verhalen in Robbedoes.
Het tweede lange vervolgverhaal De Krobbels komen van de pers verscheen uitsluitend in Robbedoes in 1971/1972. Een Nederlandstalige albumuitgave van dit verhaal is tot nu toe uitgebleven. Het verhaal verscheen wel in 1996 in een Franstalig album bij uitgeverij Points Image (Collection Monde Cruel) met pagina's in zwart-wit.
Nadien ging Paul Deliège alleen verder met de reeks. Tussen 1975 en 1983 verschenen er bij uitgeverij Dupuis nog vier albums van De Krobbels.

## Verhalen
| titel                                                   | aantal pagina's | jaar      | publicatie in Robbedoes |
| ------------------------------------------------------- | --------------- | --------- | ----------------------- |
| De Krobbels                                             | 44              | 1968/1969 | 1589-1610               |
| Het ontstaan der Krobbels - Drie Krobbels voor Kerstmis | 6               | 1969      | 1652                    |
| Het ei van de Krobbels                                  | 4               | 1970      | 1667                    |
| Het liedje van de Krobbels                              | 6               | 1970      | 1706                    |
| Eieren voor de Krobbels                                 | 6               | 1971      | 1720                    |
| De Krobbelsmurf                                         | 6               | 1971      | 1732                    |
| Komen van de pers                                       | 44              | 1971/1972 | 1752-1768               |
| Gaan met vakantie                                       | 6               | 1972      | 1782                    |
| Op een koude winternacht ijsbeert                       | 3               | 1972      | 1808                    |
| Een Krobbel op pad                                      | 44              | 1973/1974 | 1851-1869               |
| Het mutantenhuis                                        | 44              | 1977/1978 | 2061-2079               |
| In het kasteel                                          | 44              | 1981      | 2233-2244               |
| De erfgenaam                                            | 44              | 1983      | 2348-2358               |

## Nederlandstalige Albumuitgaven
- Okay Album nr. 5 - De dreiging van de Krobbels (1972)
- 1 Een Krobbel op pad (1975)
- 2 Het mutantenhuis (1979)
- 3 In het kasteel (1982)
- 4 De erfgenaam (1984)